# Michał Gorstkin-Wywiórski
Michał Paweł Gorstkin-Wywiórski (14 tháng 3 năm 1861, Warsaw – 30 tháng 5 năm 1926, Berlin) là một họa sĩ người Ba Lan. Ông chủ yếu vẽ tranh phong cảnh và tranh hàng hải. Vì điều này nên ông cũng là một nhà tự nhiên học và nhà sử học nghiệp dư về hàng hải.

## Tiểu sử
Michał Paweł Gorstkin-Wywiórski là con trai của một sĩ quan quân đội Nga và mẹ ông là người Ba Lan. Trong hai năm 1881-1882, ông học chuyên ngành hóa học tại Đại học Kỹ thuật Riga và gia nhập Arkonia,  một "tổ chức học thuật" hoạt động vì lòng yêu nước đối với Ba Lan. Chính vào thời điểm này ông bắt đầu thêm tên thời con gái của mẹ ông là Gorstkin vào họ của mình. Một căn bệnh bất ngờ xảy đến với Gorstkin-Wywiórski, buộc ông phải dừng việc học và trở về nhà.

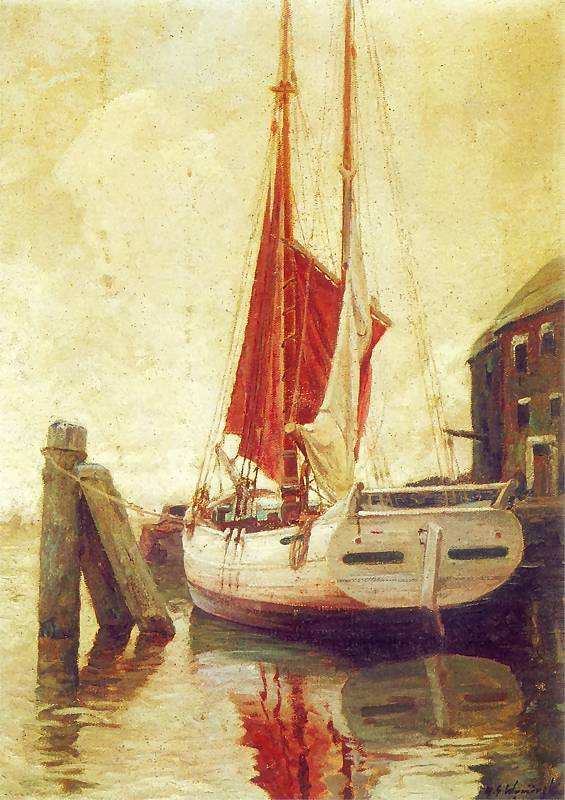
Thuyền buồm (1918)

Sau một thời gian ngắn ở Zurich để trị bệnh, ông quyết định theo học mỹ thuật thay cho hóa học. Từ năm 1883 đến năm 1887, Gorstkin-Wywiórski học tại Học viện Mỹ thuật Munich, làm học trò của các họa sĩ Karl Raupp và Nikolaos Gyzis. Ông cũng làm học trò kèm riêng của các họa sĩ Józef Brandt và Alfred Kowalski. Năm 1894, bức tranh ông vẽ một khu rừng của Litva đã mang về cho ông Huy chương hạng hai tại Glaspalast.Từ năm 1895, Gorstkin-Wywiórski sống ở Berlin vài năm rồi trở về Ba Lan. Tại Ba Lan, theo lời mời của Wojciech Kossak và Julian Fałat, ông đã tham gia vẽ một bức tranh toàn cảnh mô tả Trận Berezina. Kế đến, ông nhận lời mời của Jan Styka và tham gia vẽ bức Toàn cảnh Transylvania.
Sau đó, Gorstkin-Wywiórski dành toàn thời gian đi du lịch, thăm thú Tây Ban Nha (1899-1900), Ai Cập (1900-1901), Scandinavia (1903-1904), dãy núi Karpat (1906) và nhiều nơi khác. Tại Tây Ban Nha, ông cùng Kossak thu thập tài liệu để vẽ một bức tranh toàn cảnh mô tả Trận Somosierra. Tuy nhiên, bức tranh này không bao giờ được hoàn thành vì bị chính quyền Nga phản đối. Tại Ai Cập, ông đã phác thảo một bức tranh toàn cảnh về Trận Kim tự tháp.
Lúc đầu, chủ đề chính trong các tác phẩm tranh của Gorstkin-Wywiórski thường xoay quanh Cossacks và người Tatar. Sau này, dưới ảnh hưởng của phong trào Ba Lan trẻ, ông chuyển sự quan tâm của mình sang tranh phong cảnh và tranh hàng hải. Gorstkin-Wywiórski là thành viên của một số hiệp hội mỹ thuật ở Poznań.

## Tranh tiêu biểu

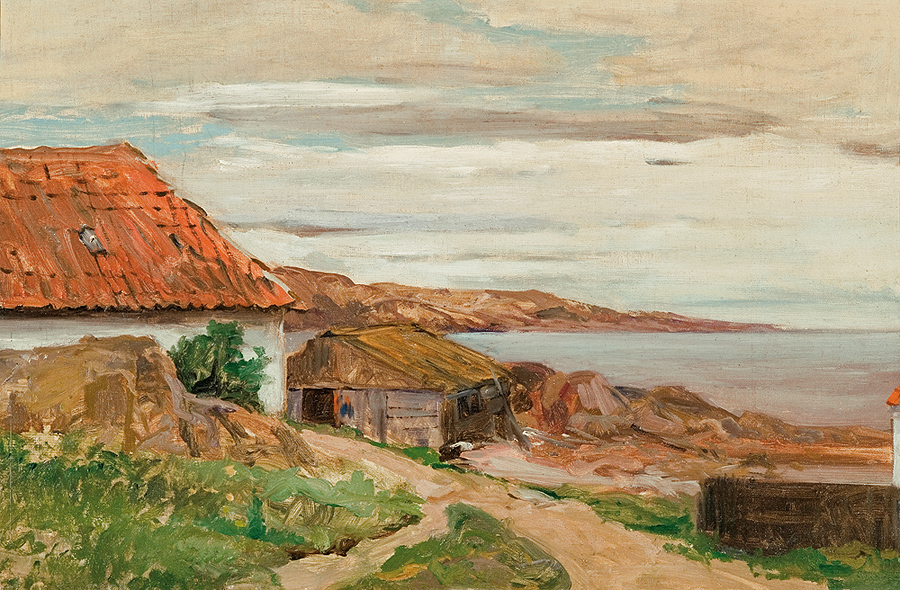
Ngôi làng trên vịnh
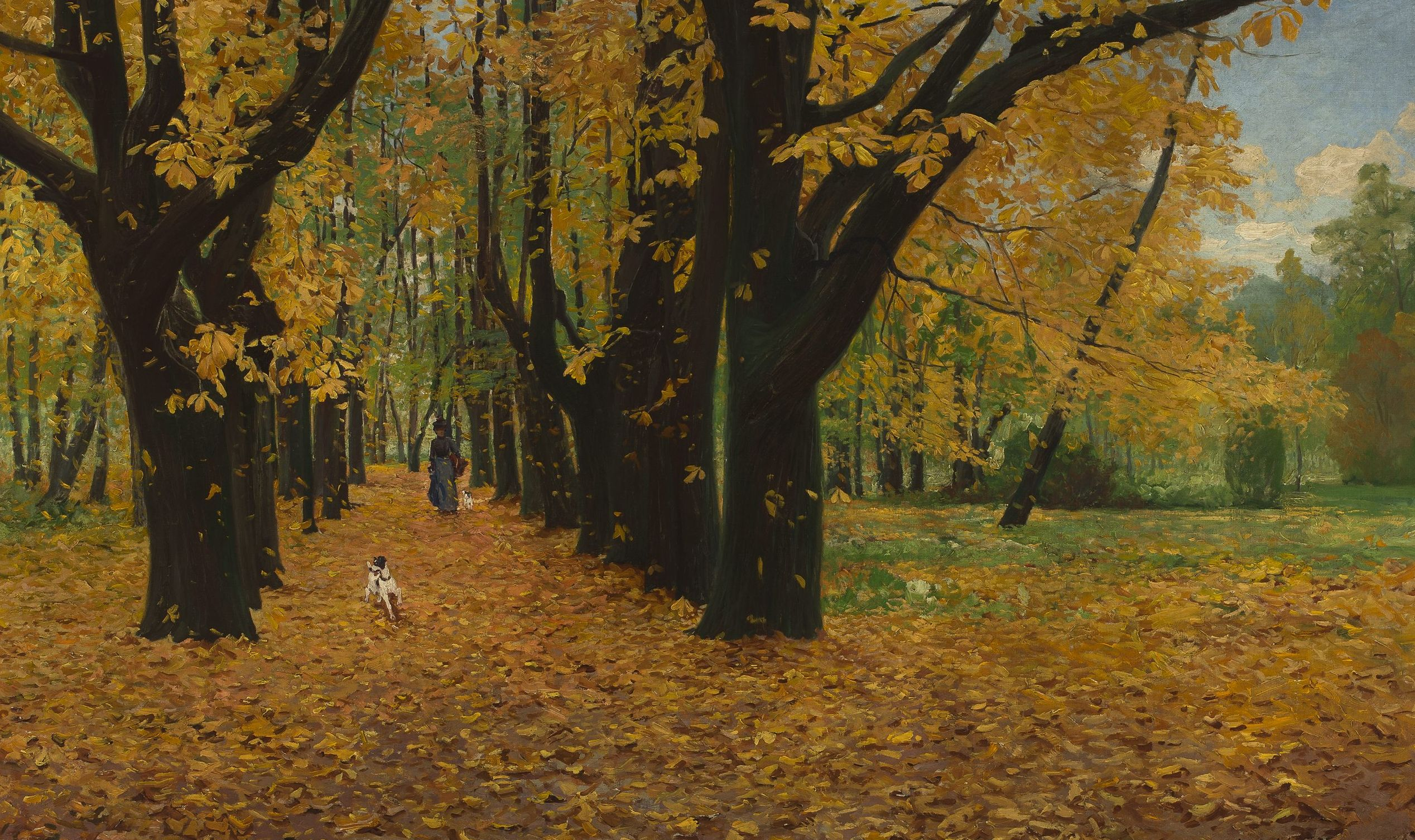
Công viên vào mùa thu
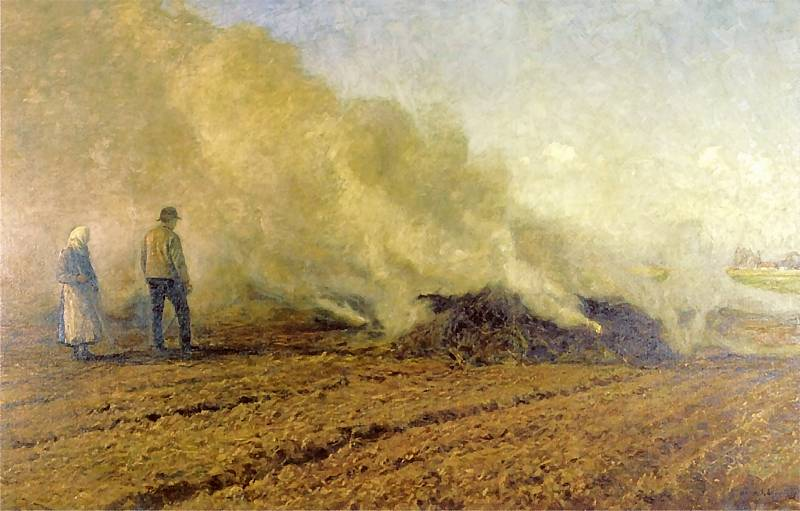
Lửa đốt rác
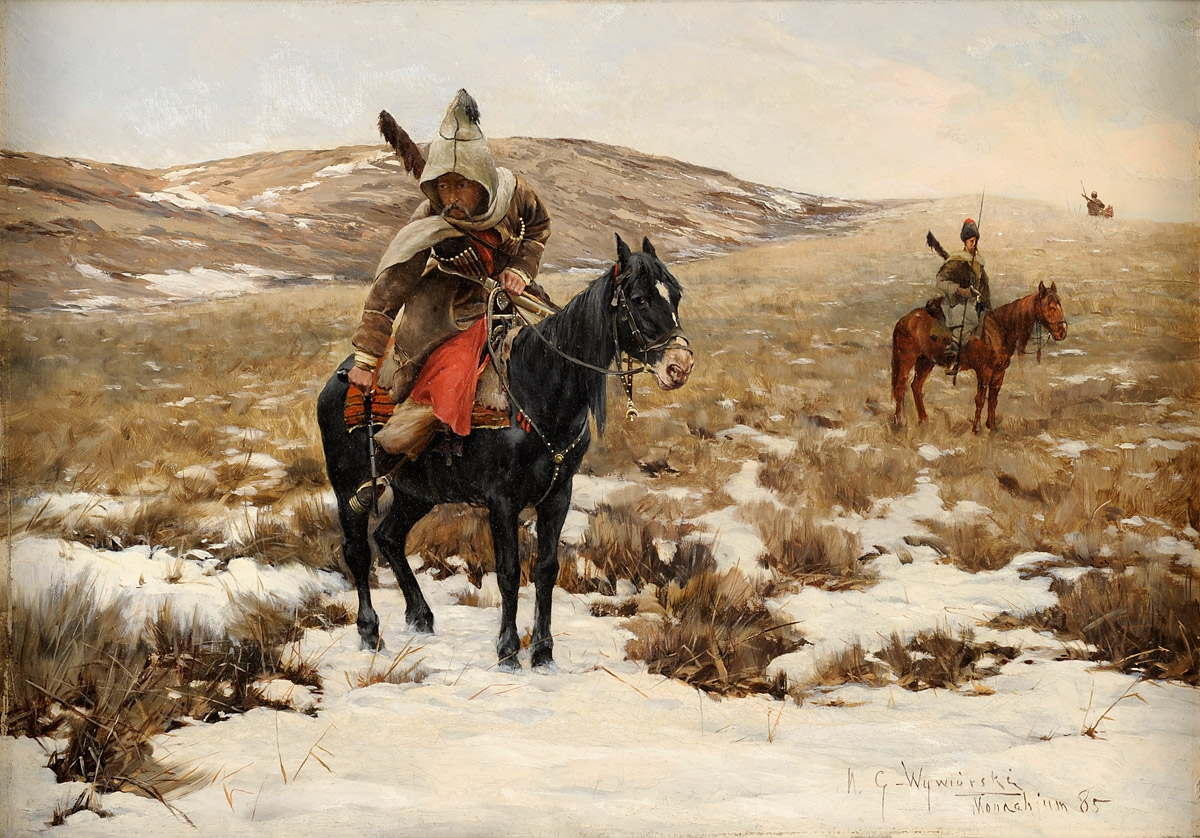
Cossacks cảnh giác